# Anastrophyllum
Anastrophyllum (deutsch Kahnblattmoos) ist eine Gattung von beblätterten Lebermoosen aus der Ordnung Lophoziales.

## Merkmale
Die Pflanzen sind meist rotbraun bis violett, aufsteigend oder aufrecht. Die quer angewachsenen Blätter sind zweilappig und hohl oder kahnartig. Unterblätter fehlen oder sind auf Schleimpapillen reduziert. Rhizoide sind selten oder fehlen. Brutkörper, wenn vorhanden, sind gelbbraun bis rötlich.
Die Arten sind vor allem in tropischen Gebirgen verbreitet, wachsen an feuchten Felsen, auf morschem Holz, seltener auf Rinde.

## Systematik
Die Gattung Anastrophyllum wird in verschiedenen Publikationen nicht einheitlich dargestellt, auch die Artenanzahl differiert erheblich.
Nach Frey, Fischer, Stech (2008) werden die Gattungen Crossocalyx und Sphenolobus in die Gattung Anastrophyllum eingegliedert und die Artenanzahl mit 35 bis 40 angegeben.
Söderström (2016) stellt die angeführten 3 Gattungen getrennt dar; die gesamte Artenanzahl ist hier zirka 21: Anastrophyllum mit ca. 16 Arten, Crossocalyx 2 Arten,  Sphenolobus 3 Arten. Alle drei Gattungen werden in die Familie  Anastrophyllaceae L.Söderstr., De Roo & Hedd. und diese in die Ordnung Jungermanniales innerhalb der Unterklasse Jungermanniidae gestellt.

## Europäische Arten
In Europa vorkommende Arten sind:
- Anastrophyllum alpinum Steph.
- Anastrophyllum assimile (Mitt.) Steph.
- Anastrophyllum donnianum (Hook.) Steph.
- Anastrophyllum joergensenii Schiffn.
- Anastrophyllum michauxii (F.Weber) H.Buch
- Crossocalyx hellerianus(Nees) Meyl., Synonym Anastrophyllum hellerianum (Nees) R.M.Schust.
- Sphenolobus minutus (Schreb.) Berggr., Synonym Anastrophyllum minutum (Schreb.) R.M.Schust.
- Sphenolobus saxicola (Schrad.) Steph., Synonym Anastrophyllum saxicola (Schrad.) R.M.Schust.